# يو إف سي ليلة القتال: أوفيريم ضد هاريس
يو إف سي ليلة القتال: أوفريم ضد هاريس (بالإنجليزية: UFC Fight Night: Overeem vs. Harris)‏ هو حدث لفنون القتال المختلطة كان من المقرر أن يُقام في الأصل في أُقيم في 11 أبريل 2020، على مودا سنتر في بورتلاند، أوريغون، الولايات المتحدة. بسبب جائحة فيروس كورونا، تم تأجيل الحدث في النهاية.